# Welf VI
Welf VI (1115 – 15 december 1191) was de derde zoon van Hendrik IX van Beieren en van Wulfhilde van Saksen. Na het overlijden van de ouders in 1129 erfde Welf de familiale bezittingen in Zwaben met onder meer de graafschappen Altdorf en Ravensburg, terwijl zijn oudste broer Hendrik de Trotse de hertogdommen Beieren en Saksen kreeg; hun tweede broer Koenraad was geestelijke geworden.
Hendrik IX huwelijkte Welf uit aan Uta, dochter van Godfried van Calw, paltsgraaf van de Rijn. Bij de dood van Godfried in 1131, brak een strijd uit tussen Godfrieds neef Adalbert en Welf om de erfenis van Calw.
Welf was een oom van keizer Frederik Barbarossa. Barbarossa's moeder, Judith, was immers een zuster van Welf VI. Als koning Koenraad III van Duitsland, Frederiks broer, het hertogdom Beieren in 1142 aanslaat, staat Welf wel aan de zijde van zijn broer Hendrik X. In 1152 sluiten de Welfen en de Hohenstaufen vrede en wordt Frederik Barbarossa tot koning gekozen. In oktober 1152 krijgt Welf, als hoofd van de familie, in Würzburg van Frederik Barbarossa het hertogdom Spoleto, het markgraafschap Toscane en Sardinië. Welf keert wel terug naar Beieren nadat zijn neef Hendrik de Leeuw in 1156 hertog van Beieren wordt.
In de eerste jaren na 1150 brak een strijd uit tussen Welf (en zijn zoon Welf VII) tegen Hugo van Tübingen, paltsgraaf van Zwaben. Frederik Barbarossa kiest daarbij de zijde van de Welfen. Wanneer Welfs zoon aan malaria sterft te Rome in 1167, eist Hendrik de Leeuw al de goederen van Welf op in ruil voor een grote som geld, die hij evenwel niet betaalt. Welf gaf daarop zijn Italiaanse gebieden aan de keizer. Hij bleef zelf de Italiaanse hertogdommen besturen tot 1173 en aartsbisschop Christiaan van Mainz werd keizerlijk vicaris.
Na een conflict tussen Hendrik de Leeuw en Barbarossa over de inzet in de Italië-oorlog, raakte Hendrik de Leeuw ten slotte al zijn bezittingen kwijt, ook degene die hij van Welf "gekocht" had. Deze werden aan Welf teruggegeven, die ze op zijn beurt bij zijn dood in 1191 doorgaf aan Barbarossa's erfgenaam, de hertog van Zwaben, Frederik VI. Al de Zwabische bezittingen van Welfen kwamen hierdoor terecht bij de Hohenstaufen, die afstamden van Welfs zuster Judith. De mannelijke lijn van de Welfen, afstammend van Hendrik de Leeuw behield de bezittingen van de Billungers in Noord-Duitsland.
Welf steunde vele kerken en patroneerde de Historia Welforum, de eerste middeleeuwse kroniek van zijn geslacht.